# シミ目
シミ目（シミもく、総尾目、房尾目、Zygentoma）は、昆虫綱の1目。「シミ（衣魚、紙魚）」と総称される。当初は人家に生息して本を食害すると思われていたため、「紙魚」と書かれる。英語では「silverfish」という。
かつては、無翅類の1目で現在のイシノミ目、および昆虫でないが近縁とされるコムシ目を含むこともあったが、これらは現在ではシミ目より基盤的な系統として分けられている。
シミ目は原始的な特徴を持った昆虫の1つである。地球に存在する100万種ともいわれる全生物種の約6割を占める昆虫類のうち、シミ目はごくわずかであるが、これは進化の過程で無翅類が短期間で翅を獲得したためと考えられている。

## 特徴
シミ目は昆虫としては原始的な無変態であり、卵から孵化した幼虫は成虫とほぼ同じ形で、蛹などの段階を経ないまま脱皮を繰り返し、成虫となる。脱皮によって変化するのは大きさだけで、形態の変化はほとんど見られない。しかも、成虫になっても絶えず成長し続けるため、一生脱皮し続ける。さらに、生まれたばかりの幼虫でも生殖器は発達しており、交尾・産卵が可能である。
体長は種にもよるが一般的に約8〜10mm。体はやや偏平で、細長い涙滴形をしている。頭には長い触角が伸びている。胸部から腹部にかけては、滑らかにつながっている。腹部には各体節に1対の腹毛がある。これは腹部体節の付属肢の痕跡と考えられており、この類の原始的特徴と見られる。腹部の末端には、1対の尾毛と1本の尾糸という細長い突起がある。体表面には鱗片が一面に並んでいる。この鱗片は翅が進化する以前の形態をとどめているといえる（実際に、シミ目の昆虫はすべて翅を有していない）。
7-8年生き、昆虫としては比較的寿命が長い。屋内に生息するほか、野外にて樹皮下などに生息する個体や、アリの巣に侵入する個体もいる。負の走光性を持っているため直射日光には弱く、死ぬこともある。
動きが速く、くねるように走るため、「魚」の字を充てられている。

## 食性
書籍や古文書などを食害することで知られる。特に糊付けされた紙を好み、本の表紙や掛軸などの表面を舐めるように食害する。ただし、シミ類による食害には表面を浅くかじり取る特徴があり、穿孔食害することはない。書籍や古文書、掛軸などの表面に直径1mm程度の虫孔を穿ち、そこから掘り進めて食害するのは、シバンムシ類による食害の特徴である。

## 分類
- シミ科 Lepismatidae
  - ヤマトシミ属 Ctenolepisma
    - ヤマトシミ Ctenolepisma villosa：やや褐色、日本在来の室内種。
    - セスジシミ Ctenolepisma lineata：茶褐色で光沢に乏しい。名前の通り背に縦線模様がある。

  - セイヨウシミ属 Lepisma
    - セイヨウシミ Lepisma saccharina：銀白色、移入種。近年はこちらの方が優勢。

  - Thermobia属
    - マダラシミ Thermobia domestica：近年では、日本でも餌として飼育されている。
- ムカシシミ科 Lepidotrichidae
- メナシシミ科 Nicoletiidae
- マインドロニア科 Maindroniidae

## 文化

### シミを扱った文学作品
紙魚は夏の季語。
- 俳句『逃るなり 紙魚の中にも 親よ子よ』（小林一茶）
- 「橋姫」『源氏物語』（紫式部）
- 「ぬし」『御書物同心日記収録』（出久根達郎）
- 「文字食う虫について」『ドラコニア綺譚集収録』（澁澤龍彦）
- 紙魚の手帖 - 東京創元社が出版する文芸雑誌。

### 喩え
書物の紙を食べる虫であることから、本食い虫である学者の世間知らずをあざける言葉として用いられ、例として、『雨月物語』「貧福論」には、「紙魚（しぎょ）のいうところもゆえなきにあらず（本食い虫たちが言うところにも根拠がないわけではない）」と表現されている。